# Beverly Hills (Míchigan)
Beverly Hills es una villa ubicada en el condado de Oakland en el estado estadounidense de Míchigan. En el Censo de 2010 tenía una población de 10267 habitantes y una densidad poblacional de 987,33 personas por km².

## Geografía
Beverly Hills se encuentra ubicada en las coordenadas 42°31′21″N 83°14′25″O / 42.52250, -83.24028. Según la Oficina del Censo de los Estados Unidos, Beverly Hills tiene una superficie total de 10.4 km², de la cual 10.36 km² corresponden a tierra firme y (0.37%) 0.04 km² es agua.

## Demografía
Según el censo de 2010, había 10267 personas residiendo en Beverly Hills. La densidad de población era de 987,33 hab./km². De los 10267 habitantes, Beverly Hills estaba compuesto por el 89.17% blancos, el 6.6% eran afroamericanos, el 0.19% eran amerindios, el 2.05% eran asiáticos, el 0.02% eran isleños del Pacífico, el 0.38% eran de otras razas y el 1.59% pertenecían a dos o más razas. Del total de la población el 1.68% eran hispanos o latinos de cualquier raza.